# Juan Martín de Veramendi
Juan Martín de Veramendi (San Antonio Béjar, 17 de diciembre de 1778-Monclova, 7 de octubre de 1833) fue gobernador del estado mexicano de Coahuila y Texas de 1832 a 1833.

## Semblanza biográfica
Fue ganadero y recaudador de impuestos extranjeros. Fue diputado de su provincia del Congreso Constituyente que redactó la Constitución Federal de los Estados Unidos Mexicanos de 1824. En 1824, fue elegido alcalde de su ciudad natal. Se casó con Josefa Granados, con quien tuvo siete hijos. En 1831 fue elegido vicegobernador del estado de Coahuila y Texas, siendo gobernador José María de Letona, al morir éste asumió la gubernatura en 1832. A su vez, Veramendi murió víctima de una epidemia de cólera que azotó la zona en los meses de septiembre y octubre de 1833. 
Fue amigo y suegro de James Bowie, quien se casó con su hija Úrsula en abril de 1831. Después de que Bowie muriera durante la batalla de El Álamo, Úrsula contrajo nuevas nupcias con Juan Erasmo Seguin.